# Informatiu de televisió
Un informatiu de televisió és un tipus de programa de televisió molt habitual a les cadenes genèriques que consisteix a donar les notícies del dia, d'una manera semblant a la que es faria en altres mitjans de comunicació, com la ràdio, o la premsa, encara que amb una estructura i una forma d'organitzar i redactar la informació diferents.
Sol haver-hi un o diversos presentadors que llegeixen les entradetes (breu resum que respon als principals ítems referents a una notícia en concret) i donen pas i acompanyen a les diferents peces informatives que van apareixent al llarg de les diferents seccions: internacional, política, econòmica, societat, els esports, cultura i normalment també la previsió meteorològica.
N'hi ha que es fan de dilluns a divendres en tres edicions diferents al llarg del dia, usualment al matí, al migdia o al vespre, just abans de la franja de màxima audència, tot i que hi ha cadenes que en reemeten en altres moments i altres dedicades exclusivament a informatius televisats. També hi ha cadenes que emeten edicions als caps de setmana.

## Criteris de selecció de notícies
Un dels primers passos en la redacció d'un informatiu és realitzar una selecció de les notícies a emetre i construir l'escaleta, una graella on es minuta tot l'informatiu. L'editor d'informatius és qui es fa càrrec de dirigir aquest procés seguint una sèrie de criteris i paràmetres que determinen a grans trets quins fets són noticiables i quins no. Els més rellevants són la importància, l'interès informatiu, l'actualitat, la proximitat, el nombre d'afectats, la raresa i el conflicte.
Importància
Els editors solen concedir la màxima valoració a aquells assumptes que consideren de major rellevància, transcendència i significació.
Interès
Aquesta qüestió es considera des d'una triple vessant: la informativa, la visual i la humana.
- L'interès informatiu fa referència a allò que capta l'atenció de l'espectador. L'editor presta especial atenció a tot el que afecta majoritàriament a l'audiència.
- L'interès visual es refereix a tot allò que, amb imatges, atrapa a l'espectador. La imatge és imprescindible per emetre una notícia en televisió. Si una notícia no consta d'imatges que la descriguin i l'acompanyin, es descarta.
- Finalment, l'interès humà concerneix a tot allò que genera curiositat, una qualitat que pot anar des de l'anecdòtic fins al més sensacionalista.

Actualitat
Es tracta d'un criteri estretament vinculat a la temporalitat i caducitat d'una notícia. Tot allò que es troba proper al temps actual és noticiable. Aquesta és una condició primordial per aparèixer en un informatiu, ja que la immediatesa i la instantaneïtat són l'essència de la retransmissió informativa en mitjans audiovisuals.
Proximitat
Es considera que un fet és proper des d'una doble vessant: espacial i sociocultural.
- La proximitat espacial ens porta a concloure que, generalment, interessa més tot allò que succeeix al nostre voltant.
- Per proximitat sociocultural entenem allò que és proper i coincident amb el nostre sistema de creences, amb la nostra cultura i la nostra forma de vida.

Nombre d'afectats
Un fet és més notícia quan afecta un nombre major de persones.
Raresa
L'estrany, l'insòlit, el que trenca amb lo habitual també se sol destacar i enviar a emissió, ja que to allò que es desmarca de lo normalment establert i conegut genera interès en l'audiència.
Conflicte
La polèmica, l'enfrenament i la controvèrsia, també solen tenir un lloc en els informatius diaris. Així, alguns exemples són: les manifestacions, les vagues, els desacords, la violència, els atemptats, etc.

## Estructura d'un informatiu

### Macroestructura
Un informatiu de televisió consta generalment de diferents seccions: La capçalera, el destacat, el sumari, els blocs temàtics i el tancament.
Capçalera
És una breu introducció que inclou habitualment el logotip del programa o de la cadena que ho emet. Sol anar acompanyada també d'una animació i una sintonia molt viva que és fàcilment recognoscible per l'audiència.
Destacat
Està format per un parell de les notícies més rellevants del dia. Es solen presentar amb el format en coles (imatges sense veu en off, narrades in situ pels presentadors de l'informatiu) i poden anar lligades a la capçalera, sense necessitat de passar abans per plató.
Sumari
Secció integrada per un nombre indeterminat de titulars que presentaran breument les principals notícies que posteriorment es tractaran amb més profunditat durant els blocs temàtics. Agilitzat amb una sintonia, el sumari té la funció de captar l'atenció de l'espectador i aconseguir que aquest es mantingui interessat durant la resta del programa.
Blocs temàtics
Corresponen al cos central de l'informatiu, és on s'introdueixen les diferents seccions temàtiques: Internacional, nacional, economia, esports, cultura... i on els presentadors van presentant i donant pas a les diferents notícies.
Tancament
Per fer un informatiu rodó, els editors també posen molt èmfasi i treball en el tancament de l'informatiu, ja que normalment l'última impressió és la que més queda gravada en l'espectador. Així doncs, els informatius solen emprar una de les següents tècniques: El resum, constituït per una sèrie d'imatges muntades sense veu en off de les notícies més destacades de l'edició; el clip de tancament, muntatge postproduït amb imatges d'algun fet o tema d'actualitat; i l'acomiadament en plató, que sempre apareix i que inclou com els presentadors s'acomiaden de l'audiència i, en alguns casos, enllacen amb la següent programació de la cadena.

### Estructura interna
Un cop seleccionades les notícies que s'inclouran en l'edició de l'informatiu, l'editor s'ha d'encarregar d'elaborar l'escaleta i d'organitzar-les dins un ordre concret.
Els informatius de televisió a diferència de la premsa escrita apliquen una estructura basada en la dosificació de les notícies de més interès i actualitat al llarg de tot l'informatiu. Aquesta manera d'organitzar la informació rep el nom de la teoria dels dents de serra. D'aquesta forma, els continguts clau de la jornada no es concentren tots en els primers minuts del programa, evitant així que l'atenció de l'audiència decaigui a mesura que el programa avança.
A vegades, l'editor també fa coincidir premeditadament les notícies més importants amb una franja horària significativa que reuneixi el major nombre d'espectadors possibles. Normalment les hores en punt 14:00h i 15:00, al migdia, i les 20:00 i 21:00, al vespre, són les més emprades pels editors.
A més, un informatiu no es fonamenta en una simple juxtaposició de notícies, sinó que aquestes estan lligades entre si d'alguna forma, convertint així, una estructura fragmentària en una narració audiovisual relativament unitària. Els nexes entre notícies consecutives poden ser de molts tipus: espacials, temporals, personals, és a dir, relatius a una mateixa persona, o temàtics.

## Informatius en català
Alguns informatius de televisió en català són, per exemple: Telenotícies (TV3) o bé Info-K (Canal Super 3), un informatiu televisat per a nens.